# Bi Kun
Bi Kun (Jinzhou, 12 de novembro de 1995) é um velejador chinês, medalhista olímpico.

## Carreira
Kun participou dos Jogos Olímpicos de Verão de 2020 em Tóquio, onde participou da classe RS:X, conquistando a medalha de bronze após finalizar a série de treze regatas com 75 pontos.